# Campeonato Paraguayo de Fútbol 2001
El Campeonato Paraguayo de Fútbol 2001 de la Primera División de Paraguay se disputó del 7 de febrero al 5 de diciembre, con la participación de diez clubes. Este estuvo compuesto por tres etapas: el Torneo Apertura, que lo ganó Cerro Porteño; el Torneo Clausura, que se lo adjudicó también Cerro Porteño, consagrándose automáticamente como Campeón Absoluto de la Temporada 2001 el Club Cerro Porteño, por 25ª vez en su historia.

## Relevo anual de clubes
| Ascendidos a Primera División             |
| ----------------------------------------- |
| Libertad (Campeón de División Intermedia) |

| Descendidos a Segunda División |
| ------------------------------ |
| Universal (Peor promedio)      |

## Equipos participantes
| Equipo           | Ciudad      | Estadio                | Capacidad |
| ---------------- | ----------- | ---------------------- | --------- |
| 12 de Octubre    | Itauguá     | Juan Canuto Pettengill | 8.000     |
| Colegiales       | Asunción    | Luciano Zacarías       | 15.000    |
| Cerro Corá       | Asunción    | Andrés Rodríguez       | 6.000     |
| Cerro Porteño    | Asunción    | General Pablo Rojas    | 32.910    |
| Guaraní          | Asunción    | Rogelio Livieres       | 6.000     |
| Libertad         | Asunción    | Dr. Nicolás Leoz       | 10.000    |
| Olimpia          | Asunción    | Manuel Ferreira        | 15.000    |
| San Lorenzo      | San Lorenzo | Ciudad Universitaria   | 3.000     |
| Sol de América   | Villa Elisa | Luis Alfonso Giagni    | 5.000     |
| Sportivo Luqueño | Luque       | Feliciano Cáceres      | 25.000    |

## Torneo Apertura 2001
Se inició el 3 de marzo y culminó el 24 de junio. El formato de disputa fue el de todos contra todos, a partidos de ida nada más, con 9 fechas de juego. Resultó campeón el Club Cerro Porteño.

### Primera fase

#### Clasificación
| Pos. | Equipos          | PJ | PG | PE | PP | GF | GC | Dif. | Pts. |
| ---- | ---------------- | -- | -- | -- | -- | -- | -- | ---- | ---- |
| 1.   | Libertad         | 9  | 6  | 2  | 1  | 16 | 8  | 8    | 20   |
| 2.   | Sportivo Luqueño | 9  | 6  | 1  | 2  | 26 | 14 | 12   | 19   |
| 3.   | Olimpia          | 9  | 5  | 3  | 1  | 21 | 15 | 6    | 18   |
| 4.   | Guaraní          | 9  | 5  | 3  | 1  | 14 | 9  | 5    | 18   |
| 5.   | Cerro Porteño    | 9  | 3  | 3  | 3  | 17 | 13 | 4    | 12   |
| 6.   | Sol de América   | 9  | 2  | 4  | 3  | 14 | 18 | -4   | 10   |
| 7.   | Cerro Corá       | 9  | 2  | 3  | 4  | 13 | 17 | -4   | 9    |
| 8.   | Colegiales       | 9  | 2  | 2  | 5  | 9  | 17 | -8   | 8    |
| 9.   | San Lorenzo      | 9  | 1  | 2  | 6  | 13 | 23 | -10  | 5    |
| 10.  | 12 de Octubre    | 9  | 0  | 3  | 6  | 11 | 20 | -9   | 3    |

 Pos=Posición; PJ=Partidos jugados; PG=Partidos ganados; PE=Partidos empatados; PP=Partidos perdidos; GF=Goles a favor; GC=Goles en contra; Dif=Diferencia de gol; Pts=Puntos
|  |                                                 |
|  | Clasificado a la Fase final del Torneo Apertura |

### Fase final
Los 8 equipos mejor ubicados al final de la primera fase clasificaban a la fase final, que consistía en eliminatorias, comenzando desde los cuartos de final, con partidos de ida y vuelta. El ganador de la final era coronado ganador del Torneo Apertura 2001. Resultó ganador el Club Cerro Porteño.
|  | Cuartos de final                          | Cuartos de final                          | Cuartos de final                          |   |          | Semifinales                                | Semifinales                                | Semifinales                                |  |  | Final                                   | Final                                   | Final                                   |
|  | 5 de abril de 2001 al 14 de abril de 2001 | 5 de abril de 2001 al 14 de abril de 2001 | 5 de abril de 2001 al 14 de abril de 2001 |   |          | 20 de abril de 2001 al 28 de abril de 2001 | 20 de abril de 2001 al 28 de abril de 2001 | 20 de abril de 2001 al 28 de abril de 2001 |  |  | 4 de mayo de 2001 al 11 de mayo de 2001 | 4 de mayo de 2001 al 11 de mayo de 2001 | 4 de mayo de 2001 al 11 de mayo de 2001 |
|  |                                           |                                           |                                           |   |          |                                            |                                            |                                            |  |  |                                         |                                         |                                         |
|  | Colegiales                                | 1                                         | 1                                         |   |          |                                            |                                            |                                            |  |  |                                         |                                         |                                         |
|  | Libertad 1                                | 1                                         | 1                                         |   |          |                                            |                                            |                                            |  |  |                                         |                                         |                                         |
|  | Libertad 1                                | 1                                         | 1                                         |   | Libertad | 0                                          | 1                                          |                                            |  |  |                                         |                                         |                                         |
|  |                                           |                                           |                                           |   | Libertad | 0                                          | 1                                          |                                            |  |  |                                         |                                         |                                         |
|  |                                           | Cerro Porteño                             | 1                                         | 2 |          |                                            |                                            |                                            |  |  |                                         |                                         |                                         |
|  | Guaraní                                   | Cerro Porteño                             | 1                                         | 2 | 0        | 2                                          |                                            |                                            |  |  |                                         |                                         |                                         |
|  | Guaraní                                   |                                           |                                           |   | 0        | 2                                          |                                            |                                            |  |  |                                         |                                         |                                         |
|  | Cerro Porteño                             | 2                                         | 1                                         |   |          |                                            |                                            |                                            |  |  |                                         |                                         |                                         |
|  |                                           |                                           |                                           |   |          |                                            |                                            |                                            |  |  | Cerro Porteño                           | 3                                       | 3                                       |
|  |                                           |                                           | Sportivo Luqueño                          | 0 | 1        |                                            |                                            |                                            |  |  |                                         |                                         |                                         |
|  | Sol de América                            | 1                                         | 0                                         |   |          |                                            |                                            |                                            |  |  |                                         |                                         |                                         |
|  | Olimpia                                   | 2                                         | 1                                         |   |          |                                            |                                            |                                            |  |  |                                         |                                         |                                         |
|  | Olimpia                                   | 2                                         | 1                                         |   | Olimpia  | 0                                          | 0                                          |                                            |  |  |                                         |                                         |                                         |
|  |                                           |                                           |                                           |   | Olimpia  | 0                                          | 0                                          |                                            |  |  |                                         |                                         |                                         |
|  |                                           | Sportivo Luqueño                          | 0                                         | 2 |          |                                            |                                            |                                            |  |  |                                         |                                         |                                         |
|  | Cerro Corá                                | Sportivo Luqueño                          | 0                                         | 2 | 0        | 3                                          |                                            |                                            |  |  |                                         |                                         |                                         |
|  | Cerro Corá                                |                                           |                                           |   | 0        | 3                                          |                                            |                                            |  |  |                                         |                                         |                                         |
|  | Sportivo Luqueño                          | 1                                         | 4                                         |   |          |                                            |                                            |                                            |  |  |                                         |                                         |                                         |

1 Libertad clasificó a las semifinales, a pesar de haber empatado en el marcador global con Colegiales 2 a 2, por el hecho de estar mejor ubicado al final de la primera fase del Torneo Apertura.

## Torneo Clausura 2001
Se inició el 3 de agosto el 5 de diciembre con la definición del subcampeonato entre  Guarani y Sportivo Luqueño . El formato de disputa fue el de todos contra todos, a partidos de ida nada más, con 9 fechas de juego. Resultó campeón el Club Cerro Porteño, con lo cual, también fue el campeón Absoluto del Torneo 2001.

### Primera fase

#### Posiciones
| Pos. | Equipos          | PJ | PG | PE | PP | GF | GC | Dif. | Pts. |
| ---- | ---------------- | -- | -- | -- | -- | -- | -- | ---- | ---- |
| 1.   | Cerro Porteño    | 9  | 5  | 2  | 2  | 14 | 7  | 7    | 17   |
| 2.   | Libertad         | 9  | 4  | 4  | 1  | 12 | 4  | 8    | 16   |
| 3.   | 12 de Octubre    | 9  | 5  | 1  | 3  | 15 | 10 | 5    | 16   |
| 4.   | Cerro Corá       | 9  | 4  | 2  | 3  | 15 | 14 | 1    | 14   |
| 5.   | San Lorenzo      | 9  | 3  | 3  | 3  | 17 | 13 | 4    | 12   |
| 6.   | Sportivo Luqueño | 9  | 2  | 4  | 3  | 14 | 18 | -4   | 10   |
| 7.   | Guaraní          | 9  | 3  | 1  | 5  | 6  | 9  | -3   | 10   |
| 8.   | Sol de América   | 9  | 2  | 3  | 4  | 11 | 16 | -5   | 9    |
| 9.   | Colegiales       | 9  | 2  | 3  | 4  | 6  | 11 | -5   | 9    |
| 10.  | Olimpia          | 9  | 2  | 1  | 6  | 6  | 13 | -7   | 7    |

 Pos=Posición; PJ=Partidos jugados; PG=Partidos ganados; PE=Partidos empatados; PP=Partidos perdidos; GF=Goles a favor; GC=Goles en contra; Dif=Diferencia de gol; Pts=Puntos
1. 1 2  Cerro Corá no clasificó a la segunda fase, por haberse concretado su descenso a la Segunda División de Paraguay. Esto también incluyó a Colegiales, que por tener que disputar los partidos de promoción, no pudo clasificar.

|  |                                                 |
|  | Clasificado a la Fase Final del Torneo Apertura |

### Fase final
Los 8 equipos mejor ubicados al final de la primera fase clasificaban a la fase final, que consistía en eliminatorias, comenzando desde los cuartos de final, con partidos de ida y vuelta (exceptuando a Cerro Corá y San Lorenzo, véase los motivos más arriba). El ganador de la final era coronado ganador del Torneo Clausura 2001. Resultó ganador el Club Cerro Porteño.
|  | Cuartos de final                               | Cuartos de final                               | Cuartos de final                               |   |             | Semifinales                                    | Semifinales                                    | Semifinales                                    |  |  | Final                                           | Final                                           | Final                                           |
|  | 10 de octubre de 2001 al 15 de octubre de 2001 | 10 de octubre de 2001 al 15 de octubre de 2001 | 10 de octubre de 2001 al 15 de octubre de 2001 |   |             | 21 de octubre de 2001 al 28 de octubre de 2001 | 21 de octubre de 2001 al 28 de octubre de 2001 | 21 de octubre de 2001 al 28 de octubre de 2001 |  |  | 4 de noviembre de 2001 -17 de noviembre de 2001 | 4 de noviembre de 2001 -17 de noviembre de 2001 | 4 de noviembre de 2001 -17 de noviembre de 2001 |
|  |                                                |                                                |                                                |   |             |                                                |                                                |                                                |  |  |                                                 |                                                 |                                                 |
|  | Libertad 1                                     | 1                                              | 1                                              |   |             |                                                |                                                |                                                |  |  |                                                 |                                                 |                                                 |
|  | Sol de América                                 | 0                                              | 2                                              |   |             |                                                |                                                |                                                |  |  |                                                 |                                                 |                                                 |
|  | Sol de América                                 | 0                                              | 2                                              |   | Libertad    | 1                                              | 0                                              |                                                |  |  |                                                 |                                                 |                                                 |
|  |                                                |                                                |                                                |   | Libertad    | 1                                              | 0                                              |                                                |  |  |                                                 |                                                 |                                                 |
|  |                                                | Guaraní                                        | 1                                              | 3 |             |                                                |                                                |                                                |  |  |                                                 |                                                 |                                                 |
|  | Guaraní                                        | Guaraní                                        | 1                                              | 3 | 2           | 2                                              |                                                |                                                |  |  |                                                 |                                                 |                                                 |
|  | Guaraní                                        |                                                |                                                |   | 2           | 2                                              |                                                |                                                |  |  |                                                 |                                                 |                                                 |
|  | 12 de Octubre                                  | 3                                              | 0                                              |   |             |                                                |                                                |                                                |  |  |                                                 |                                                 |                                                 |
|  |                                                |                                                |                                                |   |             |                                                |                                                |                                                |  |  | Cerro Porteño                                   | 3                                               | 1 (7)                                           |
|  |                                                |                                                | Guaraní                                        | 4 | 0 (6)       |                                                |                                                |                                                |  |  |                                                 |                                                 |                                                 |
|  | San Lorenzo                                    | 1                                              | 0                                              |   |             |                                                |                                                |                                                |  |  |                                                 |                                                 |                                                 |
|  | Sportivo Luqueño                               | 0                                              | 0                                              |   |             |                                                |                                                |                                                |  |  |                                                 |                                                 |                                                 |
|  | Sportivo Luqueño                               | 0                                              | 0                                              |   | San Lorenzo | 2                                              | 0                                              |                                                |  |  |                                                 |                                                 |                                                 |
|  |                                                |                                                |                                                |   | San Lorenzo | 2                                              | 0                                              |                                                |  |  |                                                 |                                                 |                                                 |
|  |                                                | Cerro Porteño                                  | 1                                              | 3 |             |                                                |                                                |                                                |  |  |                                                 |                                                 |                                                 |
|  | Cerro Porteño                                  | Cerro Porteño                                  | 1                                              | 3 | 3           | 1                                              |                                                |                                                |  |  |                                                 |                                                 |                                                 |
|  | Cerro Porteño                                  |                                                |                                                |   | 3           | 1                                              |                                                |                                                |  |  |                                                 |                                                 |                                                 |
|  | Olimpia                                        | 0                                              | 0                                              |   |             |                                                |                                                |                                                |  |  |                                                 |                                                 |                                                 |

1 Libertad clasificó a las semifinales, a pesar de haber empatado en el marcador global con Sol de América 2 a 2, por el hecho de estar mejor ubicado al final de la primera fase del Torneo Clausura.

### Liguilla Pre-Libertadores 2002
Se realizó una liguilla entre los 6 equipos mejor ubicados en la primera fase del Torneo Clausura para determinar los dos cupos restantes para la Copa Libertadores 2002 (exceptuando a Cerro Porteño, que ya tenía un cupo, y a Cerro Corá, por haber descendido). El sistema era de todos contra todos, en partidos de ida nada más. Sportivo Luqueño recibió 3 puntos adicionales por ser el vicecampeón absoluto del Campeonato 2001. Los dos equipos mejor ubicados recibían los dos cupos restantes para disputar la Copa Libertadores 2002.

#### Clasificación
| Pos. | Equipos          | PJ | PG | PE | PP | GF | GC | Dif. | Pts. |
| ---- | ---------------- | -- | -- | -- | -- | -- | -- | ---- | ---- |
| 1.   | 12 de Octubre    | 5  | 3  | 1  | 1  | 10 | 4  | 6    | 10   |
| 2.   | Olimpia          | 5  | 3  | 1  | 1  | 8  | 5  | 3    | 10   |
| 3.   | Libertad         | 5  | 2  | 1  | 2  | 11 | 11 | 0    | 7    |
| 4.   | Guaraní          | 5  | 2  | 1  | 2  | 4  | 5  | -1   | 7    |
| 5.   | Sportivo Luqueño | 5  | 1  | 1  | 3  | 7  | 13 | -6   | 7    |
| 6.   | Sol de América   | 5  | 1  | 1  | 3  | 8  | 10 | -2   | 4    |

 Pos=Posición; PJ=Partidos jugados; PG=Partidos ganados; PE=Partidos empatados; PP=Partidos perdidos; GF=Goles a favor; GC=Goles en contra; Dif=Diferencia de gol; Pts=Puntos
|  |                                         |
|  | Clasificado a la Copa Libertadores 2002 |

## Definición del vicecampeonato
Como Sportivo Luqueño ganó el vicecampeonato del Torneo Apertura, y Guaraní hizo lo mismo en el Torneo Clausura, se tuvo que recurrir a un desempate. 
El partido se disputó en el estadio del club Olimpia. Pese a la victoria de Luqueño que se quedó con el vicecampeonato anual, no le dieron el cupo a la Copa Libertadores del siguiente año, tal como había pasado con Guaraní el año anterior.
| 2001 | Sportivo Luqueño                          | 2:2 (0:0) (4:3 p.) | Club Guaraní                   |  |  |
|      | Victorino Peralta 53' Osvaldo Cohener 56' |                    | Hugo Ovelar 58' Nery Ortiz 86' |  |  |

## Clasificaciones finales de temporada
Primeramente, se indican los parámetros utilizados para determinar el tipo de clasificación que tiene cada equipo para el siguiente año, y en qué consisten. Seguidamente a estos, la explicación detallada de los resultados arrojados.

### Puntaje acumulado
El puntaje acumulado es el resultante de la suma de lo obtenido por cada equipo en los torneos de Apertura y Clausura de 2001.
| Pos | Equipo           | Pts | PJ | G  | E | P | GF | GC | DIF |
| --- | ---------------- | --- | -- | -- | - | - | -- | -- | --- |
| 1ª  | Libertad         | 36  | 18 | 10 | 6 | 2 | 28 | 12 | +16 |
| 2ª  | Cerro Porteño    | 29  | 18 | 8  | 5 | 5 | 31 | 20 | +11 |
| 3ª  | Sportivo Luqueño | 29  | 18 | 8  | 5 | 5 | 32 | 23 | +9  |
| 4ª  | Guaraní          | 28  | 18 | 8  | 4 | 6 | 20 | 18 | +2  |
| 5ª  | Olimpia          | 25  | 18 | 7  | 4 | 7 | 27 | 28 | -1  |
| 6ª  | Cerro Corá       | 23  | 18 | 6  | 5 | 7 | 28 | 31 | -3  |
| 7ª  | 12 de Octubre    | 19  | 18 | 5  | 4 | 9 | 26 | 30 | -4  |
| 8ª  | Sol de América   | 19  | 18 | 4  | 7 | 7 | 25 | 34 | -9  |
| 9ª  | Colegiales       | 17  | 18 | 4  | 5 | 9 | 25 | 34 | -9  |
| 10ª | San Lorenzo      | 17  | 18 | 4  | 5 | 9 | 20 | 36 | -16 |

 Pts=Puntos; PJ=Partidos jugados; G=Partidos ganados; E=Partidos empatados; P=Partidos perdidos; GF=Goles a favor; GC=Goles en contra; DIF=Diferencia de gol
|  | Clasificado a Copa Libertadores 2002 |

- Observación: Olimpia y Cerro Porteño jugaron la Copa Mercosur 2001 en calidad de invitados.

### Puntaje promedio
El promedio de puntos de un equipo es el cociente que se obtiene de la división de su puntaje acumulado en las últimas tres temporadas por la cantidad de partidos que haya disputado durante dicho período.

### Promoción
Esta consiste en una serie eliminatoria de dos partidos, con localía recíproca, para dirimir la división del torneo en que deben jugar el año próximo el penúltimo colocado de la tabla de Puntaje promedio y el segundo de la categoría inmediata inferior. Las reglas establecían que, en caso de paridad en puntos al cabo de los encuentros, se considera la diferencia de goles. De haber persistido la igualdad, se debían ejecutar tiros desde el punto del penal.
| 2001 | Sport Colombia | 1 - 0 | Colegiales |  |  |
|      | Carlos Leite   |       |            |  |  |

| 4 de noviembre de 2001 | Colegiales | 1 - 4 | Sport Colombia |  |  |

De esta forma, con un marcador global de 5 - 1, Sport Colombia ascendió a la Primera División, y Colegiales descendió a la Segunda División.

### Para torneos internacionales
Se tomó en cuenta la tabla de Puntaje acumulado para determinar a los representantes de la APF en las competencia de la Conmebol del año siguiente.
- Copa Libertadores 2002 (tres clasificados). En la plaza número uno, el campeón absoluto del Campeonato Paraguayo de Fútbol 2001 (Cerro Porteño). En la plaza número dos, el ganador de la Liguilla Pre-Libertadores 2002 (12 de Octubre. En la plaza número tres, el equipo ubicado en segundo lugar en la Liguilla Pre-Libertadores 2002 (Olimpia)

### Para descenso de categoría y disputa de promoción
Se tomó en cuenta la tabla de Puntaje promedio para determinar el descenso y la disputa por una plaza en la Primera División de los siguientes clubes:
- Cerro Corá, que retornó en forma directa a la Segunda División por haber terminado en la última posición del mencionado escalafón. En su lugar, ascendió el campeón de la División Intermedia, el Deportivo Recoleta.

- Y Colegiales, que por haber resultado con el segundo peor promedio, debió jugar la promoción, en dos partidos de ida y vuelta, ante el subcampeón de la División Intermedia, Club Sport Colombia. El primer partido culminó con una victoria de Sport Colombia por 1 a 0. El definitorio lo ganó por goleada Sport Colombia, de nuevo, 4 a 1. Finalmente, el equipo que provenía de la categoría inferior logró su ascenso para la siguiente temporada al obtener un marcador global de 5 a 1 a su favor, mientras que Colegiales descendió a la Segunda División.